# Cereopsis
Cereopsis is een geslacht van vogels uit de familie van de eenden, ganzen en zwanen (Anatidae). De wetenschappelijke naam van het geslacht is voor het eerst geldig gepubliceerd in 1802 door Latham.

## Soorten
De volgende soort is bij het geslacht ingedeeld:
- Cereopsis novaehollandiae – Hoendergans